# USNS Silas Bent
L'USNS Silas Bent (T-AGS-26) est un navire d'étude de la Silas Bent-class survey ship acquis par la marine américaine en 1964 et livré au Military Sealift Command en 1965.
Le Silas Bent a passé sa carrière dans l'océan Pacifique à effectuer des études océanographiques. Le navire était équipé du système d'acquisition de données océanographiques (ODAS), tout comme les derniers navires d'étude océanographique USNS Kane (T-AGS-27) (T-AGS-27) et USNS Wilkes  (T-AGS-33).
Il porte le nom de l'hydrographe Silas Bent.

## Histoire
Le Silas Bent (AGS-26) est construit en mars 1964 par l'American Shipbuilding Co. à Lorain dans l'Ohio. il est lancé le 16 mai 1964 et est parrainé par les sœurs et petites-filles de Silas Bent, Nancy M. McKinley et Jeffrey R. Grandy. Le navire est livré au Military Sea Transportation Service (aujourd'hui Military Sealift Command) en juillet 1965,.
Premier d'une nouvelle classe de navires d'études océanographiques, il est dirigé par un équipage de la fonction publique et exploité par le Military Sealift Command en tant que système intégré pour la collecte de données océanographiques vitales. Les données recueillies sont enregistrées sous une forme immédiatement utilisable par les ordinateurs. Le navire est sous le contrôle technique du Naval Oceanographic Office alors situé à Suitland dans le Maryland. Il est affecté à diverses opérations, notamment le projet d'étude océanique ASW / USW de la Marine soutenant les systèmes d'armes anti-sous-marines et de guerre sous-marine, principalement dans le nord du Pacifique,.
Le navire termine la première année complète de l'ASW/USW Oceanwide Survey Project, pour effectuer des relevés complets des zones océaniques stratégiques, au cours de l'exercice 1967.
Le 8 août 1968, le Silas Bent quitte Hakodate au Japon, pour des levés à l'est du Kamtchatka mais est détourné le 12 août vers une zone au sud de l'île d'Amchitka, en Alaska, pour aider à la recherche du Liberty ship Robert L. Stevenson lors de l'Opération CHASE, navire qui devait être sabordé avec une charge de munitions mais n'a pas coulé immédiatement et a sombré dans une position inconnue. Après six jours en station, le navire de sondage a localisé le navire perdu à l'aide d'un magnétomètre remorqué en profondeur et d'un échosondeur à faisceau étroit avec confirmation par des photographies à l'aide d'une caméra en haute mer,. Après la recherche, le navire est retourné au Japon pour des opérations d'enquête régulières avec une enquête en mer d'Okhotsk avant un transit vers San Francisco où il arrive le 30 octobre. De retour à Sasebo, au Japon, entre le 15 et le 28 mars 1968, le navire effectue des données de transit en cours et pose des bouées de courantomètre et de thermistance en mer du Japon. Du 11 avril au 14 mai, il mène des opérations acoustiques conjointes avec le RV FV Hunt qui a également été affecté au projet ASW / USW Surveys,. Les deux navires ont poursuivi leurs opérations dans la mer du Japon et la mer d'Okhotsk jusqu'en juin 1968.
En 1972, le navire se rend au Japon, pour la 2e conférence annuelle sur le développement des océans qui se tient à Tokyo. Au cours de la conférence, de nombreuses visites et séances d'information ont lieu sur le navire, montrant, pour les océanologues du monde, ses capacités à mesurer la profondeur bathymétrique, l'intensité magnétique, la gravité, la température de surface, la réflexion sismique, la vitesse du son, la lumière ambiante et la salinité. Dès la mi-septembre 1974, le Silas Bent est engagé dans des opérations spéciales dans la région de Kodiak en Alaska. Le navire mène ensuite des enquêtes pendant environ un mois en mer d'Okhotsk à partir du 25 septembre 1986.
Il est transféré dans le cadre du programme d'assistance à la sécurité à la République de Turquie le 29 septembre 1999 et rayé du registre des navires de la marine le 28 octobre 1999.
Devenu le TCG Çeșme (A-599), le navire continue de servir pour des études hydrographiques et océanographiques,.